# Droga wojewódzka nr 775
Droga wojewódzka nr 775 (DW775) – droga wojewódzka o długości 29,4 km łącząca Słomniki z Ispiną

## Średni dobowy ruch w punktach pomiarowych na drodze wojewódzkiej nr 775 w 2005 r.[1].
| Odcinek drogi           | Pikietaż początku odcinka drogi | Pikietaż końca odcinka drogi | Długość odcinka drogi | Pikietaż punktu pomiarowego | Miejscowość      | SDR 2005 |
| ----------------------- | ------------------------------- | ---------------------------- | --------------------- | --------------------------- | ---------------- | -------- |
| Słomniki-Proszowice     | 0,0                             | 17,0                         | 17,0                  | 13,0                        | Piotrkowice Małe | 2388     |
| Proszowice (Miasto)     | 17,0                            | 18,0                         | 1,0                   | 17,1                        | Proszowice       | 12759    |
| Proszowice-Nowe Brzesko | 18,0                            | 27,6                         | 9,6                   | 18,6                        | Jakubowice       | 4729     |
| Nowe Brzesko-Ispina     | 27,6                            | 29,5                         | 1,9                   | 29,3                        | Ispina           | 2361     |